# Morti nel 1505
| Questa pagina contiene informazioni ricavate automaticamente dalle voci biografiche con l'ausilio del template Bio e di un bot. L'aggiornamento è periodico e automatico e ricostruisce completamente la pagina. Se manca una persona in questa lista, sei pregato di non aggiungerla, ma accertati piuttosto che la sua voce biografica contenga il template Bio e che i dati anagrafici siano correttamente compilati. Se il template Bio manca, inseriscilo tu stesso o, in alternativa, metti l'avviso {{tmp\|Bio}} che ne segnala la mancanza. Se i dati riportati sono sbagliati, correggi direttamente la voce biografica; le modifiche saranno visibili in questa lista entro pochi giorni. Per chiarimenti vedi il progetto biografie. La lista contiene solo le 56 persone che sono citate nell'enciclopedia e per le quali è stato implementato correttamente il template Bio. Pagina aggiornata al 26 nov 2024. |

## Gennaio(4)
- 1º gennaio - Juan Castellar y de Borja, cardinale e arcivescovo cattolico spagnolo (n. 1441)
- 25 gennaio - Ercole I d'Este, duca italiano (n. 1431)
- 28 gennaio - Giovanni Garzoni, medico, storico e umanista italiano (n. 1419)
- 30 gennaio - Gian Domenico Doria, nobile e condottiero italiano

## Febbraio(1)
- 4 febbraio - Giovanna di Valois, monaca cristiana e santa francese (n. 1464)

## Marzo(1)
- 13 marzo - Gabriele di Battista, scultore e architetto italiano

## Aprile(1)
- 27 aprile - Costantino II di Georgia, sovrano georgiano

## Maggio(2)
- 4 maggio - Ladislao da Gielniów, presbitero polacco
- 28 maggio - Ascanio Maria Sforza, cardinale italiano (n. 1455)

## Giugno(3)
- 8 giugno - Hongzhi, imperatore cinese (n. 1470)
- 10 giugno - Qutlugh Nigar Khanum, principessa mongola
- 18 giugno - Osanna Andreasi,  italiana (n. 1449)

## Luglio(3)
- 16 luglio - Antonio Persona, criminale e medico italiano (n. 1475)
- 20 luglio - Bianca de' Medici, nobildonna italiana (n. 1445)
- 30 luglio - Bernardino Carafa, patriarca cattolico italiano (n. 1472)

## Agosto(2)
- 30 agosto - Elisabetta d'Asburgo, regina (n. 1436)
- 30 agosto - Tito Vespasiano Strozzi, poeta italiano (n. 1424)

## Settembre(3)
- 5 settembre - Raymond Pérault, cardinale e vescovo cattolico francese (n. 1435)
- 16 settembre - Udalrico Lichtenstein, vescovo cattolico austriaco
- 29 settembre - Pierre Le Baud, presbitero e storico francese

## Ottobre(4)
- 11 ottobre - Giovanni II di Monaco,  monegasco (n. 1468)
- 18 ottobre - Al-Suyuti, giurista, storico e mistico egiziano (n. 1445)
- 21 ottobre - Paul Scriptoris, religioso e teologo tedesco
- 27 ottobre - Ivan III di Russia, principe russo (n. 1440)

## Dicembre(2)
- 4 dicembre - Gennadio di Novgorod, monaco cristiano, arcivescovo ortodosso e santo russo (n. 1410)
- 25 dicembre - George Grey, II conte di Kent, nobile e politico inglese (n. 1454)

## Senza giorno specificato(30)
- Adamo di Fulda, monaco cristiano, teorico della musica e compositore tedesco
- Michail III di Tver', principe (n. 1453)
- Muhammad al-Maghili, teologo arabo
- Narasimha Raya II, imperatore indiano
- Andrea Alessi, scultore e architetto italiano (n. 1425)
- Filippo Beroaldo il Vecchio, umanista e filologo italiano (n. 1453)
- Chimenti Camicia, architetto italiano (n. 1431)
- Sönam Choklang, monaco buddhista tibetano (n. 1438)
- Jean Colombe, pittore francese (n. 1430)
- Zsigmond Ernuszt, vescovo cattolico ungherese
- Alessandro d'Este, nobile (n. 1505)
- Matteo de' Fedeli, pittore italiano (n. 1450)
- João Fernandes Lavrador, esploratore portoghese (n. 1453)
- Vincenzo Frediani, pittore italiano
- Girolamo Gaglioffi, nobile e condottiero italiano
- Pietro Grassi, giurista italiano (n. 1450)
- Heinrich Kramer, religioso tedesco (n. 1430)
- Antonio Mancinelli, grammatico e umanista italiano (n. 1451)
- Francesco Marmitta, pittore e miniatore italiano
- Filippo Mazzola, pittore italiano
- Pedro Alonso Niño, esploratore spagnolo (n. 1468)
- Jacob Obrecht, compositore fiammingo
- Orlando Orsini, vescovo cattolico e letterato italiano
- Andrea Piccolomini Todeschini, nobile e politico italiano (n. 1445)
- Giovannangelo Porro, religioso italiano (n. 1451)
- Erhard Reuwich, tipografo e incisore olandese (n. 1450)
- Nicolosa Sanuti, nobildonna italiana
- Gabriele Zerbi, medico e anatomista italiano (n. 1445)
- Francesco de' Monti, diplomatico italiano
- Gülbahar Hatun,  ottomana